# Nhà thờ Mensa Christi
Nhà thờ Mensa Christi (tiếng Hebrew: כנסיית מנזה כריסטי) là một nhà thờ Công giáo ở thành phố Nazareth, miền bắc Israel.

## Lịch sử
Trong 3 thập niên Chúa Giêsu sống ở Nazareth thường được gọi là "những năm ẩn dật". Trong nhiều thế kỷ, các Kitô hữu đã tìm kiếm những nơi mà Chúa Giêsu đã trải qua khi sống ẩn dật ở Nazareth. Mensa Christi, tiếng Latin có nghĩa là "Bàn ăn của chúa Kitô" gồm một phiến đá vôi, mà theo truyền thuyết, là phiến đá mà Chúa Giêsu đã ngồi ăn với các môn đệ sau khi Người sống lại (Phúc âm Luca 24: 36-43).
Ban đầu, các tu sĩ dòng Phanxicô đã xây một nhà nguyện ở nơi có phiến đá này vào nửa sau thế kỷ thứ 18. Sau đó họ xây một nhà thờ thay thế, được hoàn thành năm 1861. Chính phủ Israel, trong một dự án cải tạo thành phố cổ Nazareth chung với chính quyền địa phương, đã chi 80 triệu dollar Mỹ cho dự án này - trong đó có việc cải tạo mái vòm và các tranh fresco của nhà thờ Mensa Christi – nhân dịp kỷ niệm thiên niên kỷ thứ hai năm 2000.

## Địa điểm nhà thờ
Nhà thờ Mensa Christi nằm ở khu đông dân cư trong khu thành cổ Nazareth, phía bắc nữ tu viện thánh Charles Borromeo, gần nhà thờ Truyền Tin của giáo phái Maronite. Người ta chỉ có thể đi bộ tới nhà thờ này qua một con dường dốc hẹp. Nhà thờ Mensa Christi thường đóng cửa, nhưng có thể tới thăm theo yêu cầu.

## Tên liên quan
Tên Mensa Christi cũng chỉ một phiến đá trong Nhà thờ Quyền tối thượng của thánh Phêrô trong vùng Tabgha, trên bờ bắc của Biển hồ Galilee. Nhà thờ này tưởng niệm nơi Chúa Giêsu đặt thánh Phêrô làm người đứng đầu Giáo hội, sau khi Ngài phục sinh.

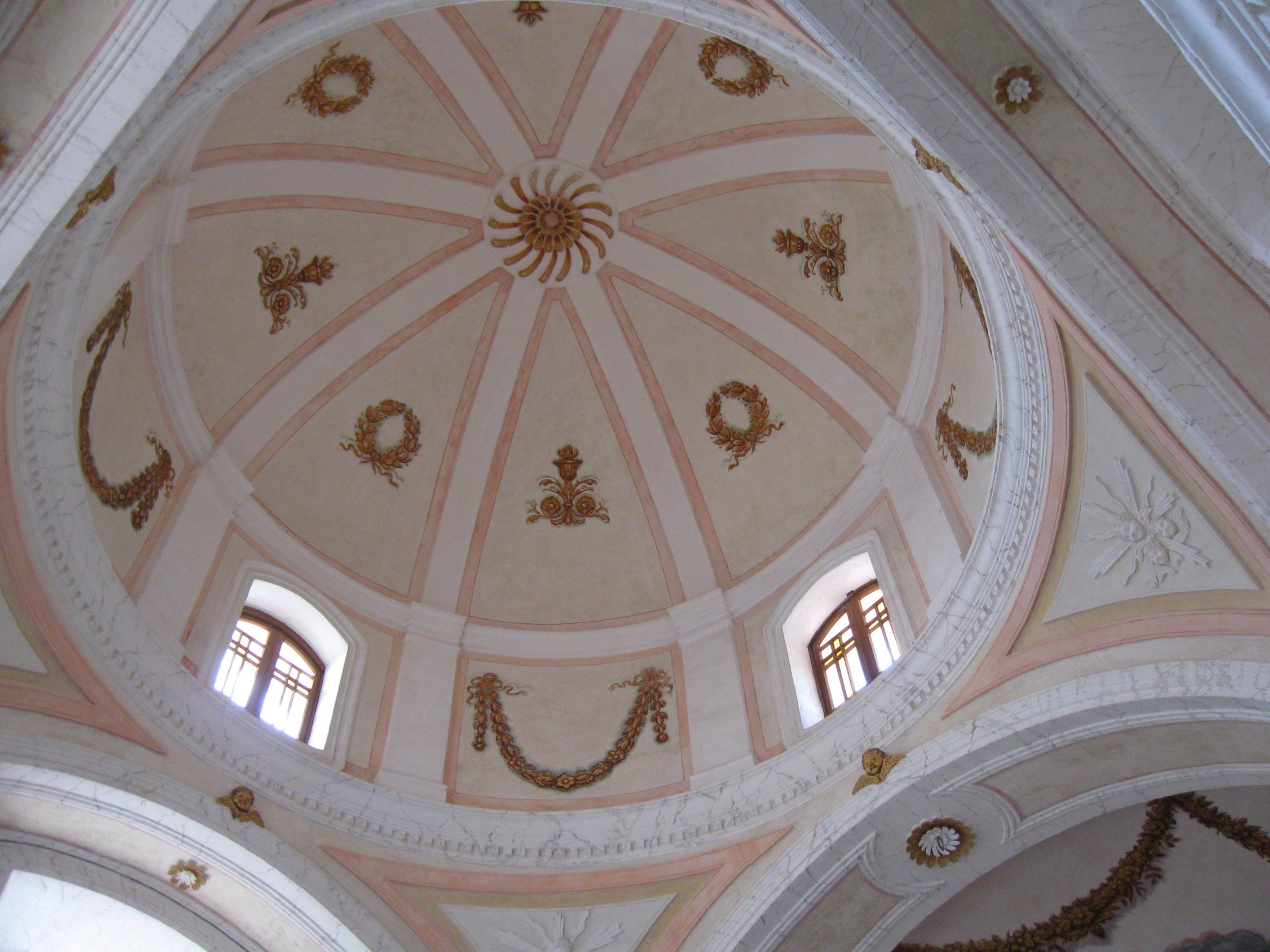
Cảnh bên trong nhà thờ
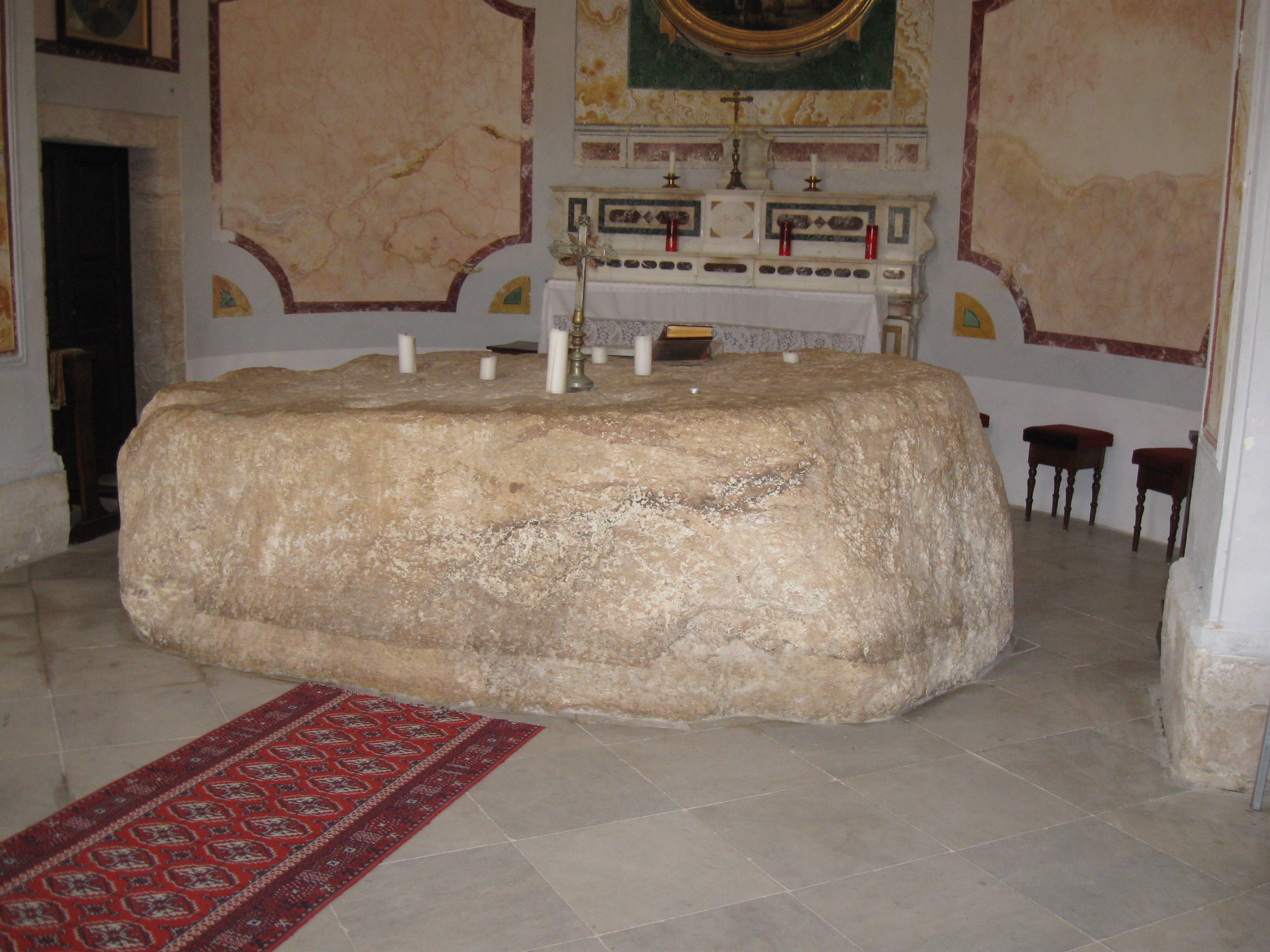
Phiến đá Mensa Christi trước bàn thờ
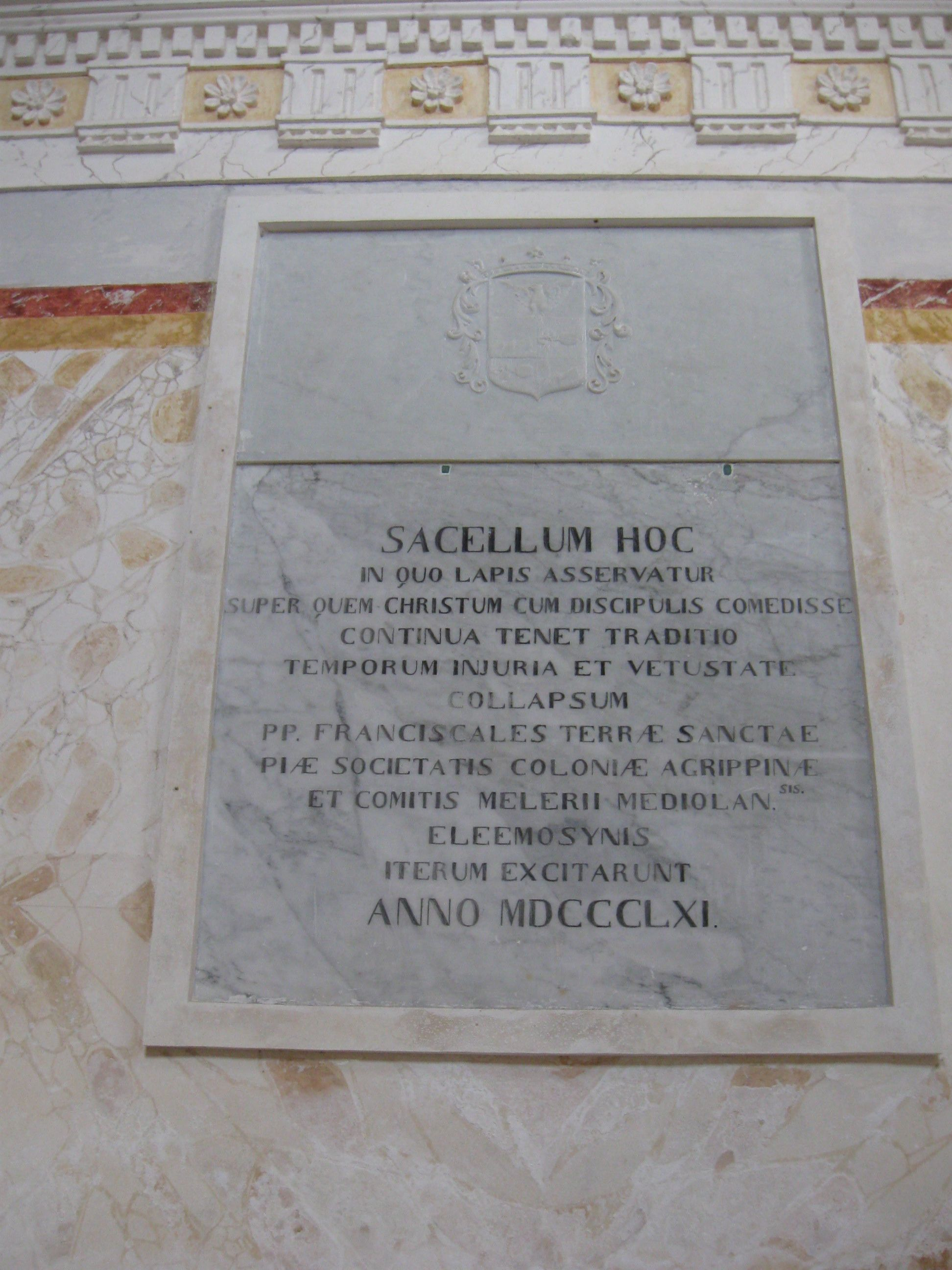
Tấm biển ghi lịch sử nhà thờ